# Pelusios castaneus
La tortuga del barro de África Occidental (Pelusios castaneus) es una especie de tortuga de la familia Pelomedusidae. Es endémica de África Occidental y Central.

## Distribución
Se encuentra en los siguientes países África Occidental y Central: Angola, Benín, Burkina Faso, Camerún, Cabo Verde, República Democrática del Congo, República del Congo, Guinea Ecuatorial, Gabón, Ghana, Guinea, Guinea-Bissau, Costa de Marfil, Liberia, Malí, Príncipe, Senegal, Sierra Leona, Togo. Además, ha sido introducido a Guadalupe.

## Ecología
La tortuga de barro de África Occidental es carnívora y se alimenta de presas acuáticas.